# Otto Skorzeny
Otto Skorzeny (n. 12 iunie 1908, Viena, Austro-Ungaria – d. 5 iulie 1975, Madrid, Noua Castilie⁠(d), Spania) a fost Obersturmbannführer în Waffen-SS, în al Doilea Război Mondial, cunoscut mai bine pentru acțiunile sale ca lider de commando.

## Biografie
S-a născut în Austria într-o familie din clasa de mijloc, cu tradiție militară. Skorzeny a studiat în anii '20 la academia militară din Viena. În 1931 a aderat la Partidul Nazist Austriac, iar mai târziu s-a înrolat în organizația paramilitară nazistă Sturmabteilung.
După invadarea Poloniei din 1939, Skorzeny, care lucrase ca inginer civil, s-a oferit voluntar în serviciul Luftwaffe, aviația militară a Germaniei, însă, întrucât împlinise 30 ani, a fost respins. S-a înrolat în Waffen-SS. La 21 februarie 1940 Skorzeny a intrat în război cu unitatea cea mai populară de luptă din cadrul Waffen-SS-ului, numită Leibstandarte SS Adolf Hitler. A fost combatant în campania împotriva Uniunii sovietice între 1941 și 1942 și s-a întors în Germania rănit, fiind decorat cu Crucea de fier pentru curaj în luptă.
După însănătoșire, un prieten din SS l-a recomandat pe Skorzeny ca un posibil lider pentru unitățile militare speciale, de comando, pe care Adolf Hitler intenționa să le înființeze. Astfel el a ajuns să primească sarcini de comando direct de la Hitler. Era un (aventurier) nazist SS-ist convins, pe care serviciile secrete aliate l-au considerat ca fiind foarte periculos, în ultima parte a războiului (the most dangerous man in Europe) .  
În iulie 1943, Skorzeny a fost selectat personal de Hitler și a devenit agent special în armată și în aviația militară, pentru o perioadă, ca să conducă operațiunea militară desfășurată pentru salvarea lui Benito Mussolini, care fusese înlăturat de la putere și era ținut în detenție.
Întors în Germania după acțiunea de salvare a lui Mussolini, Skorzeny a fost răsplătit de Hitler prin înaintarea în gradul de colonel.

## Comando Skorzeny în Ungaria
La 14 octombrie 1944, Hitler l-a trimis pe Skorzeny în Ungaria, când a aflat că Miklós Horthy negociase cu Armata Roșie. Skorzeny l-a răpit pe fiul lui Horthy, iar pe acesta l-a forțat să demisioneze, instalând în schimb un guvern fascist progerman, al partidului Crucilor cu Săgeți, în frunte cu Ferenc Szálasi. Acest guvern a rezistat până în aprilie 1945.

## După război
La 28 aprilie 1945, cu două zile înainte de a se sinucide, Hitler, în buncărul din  Berlin, i-a dat lui Skorzeny ultima misiune: să plece în Bavaria pentru a prelua comanda forțelor germane în vederea organizării ultimei rezistențe armate, supranumită "Fortăreață din Alpi". În mai 1945 Skorzeny s-a predat armatei americane, rămânând prizonier timp de doi ani.
La 27 iulie 1948 a evadat și s-a stabilit în Spania, unde a primit pașaport spaniol de la dictatorul Francisco Franco. În 1952 a fost reabilitat, cu dreptul repatrierii în Germania. A colaborat în calitate de consultant cu președintele Egiptului, Gamal Abdel Nasser, și cu președintele Argentinei, Juan Domingo Peron. Din 1953 a colaborat cu Mossad-ul în contextul strângerii de informații privind dezvoltarea rachetelor egiptene. A murit de cancer la Madrid în 1975.